# Sandaili

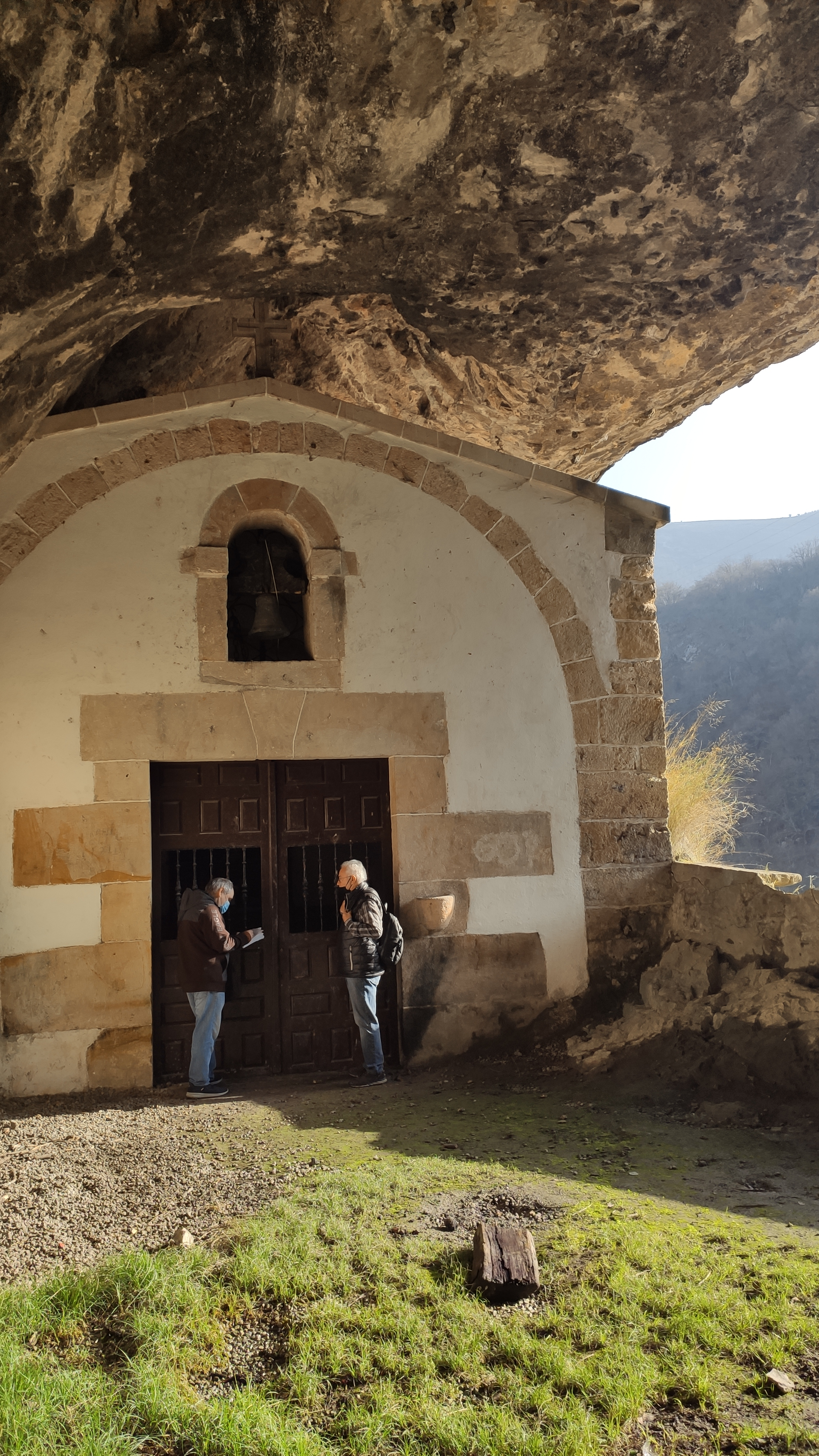
La jolie photo du pays basque

Sandaili est le mot basque désignant Saint Élie (autrefois Santa Ylia). Au défilé de Jaturabe (Oñati), au pied du massif d'Orkatzategi (littéralement l'endroit du chevreuil) sur le chemin qui conduit des hauteurs d'Urtiagain au quartier d'Araotz, se trouve l'abri sous roche Sandaili (Sandaili harpea) avec une vaste entrée. À l'intérieur se trouve un ermitage dédié à San Elias. Dans le fond, le remplissage de la grotte contient des restes humains et des fragments de poterie d'argile qui semblent préhistoriques.
On vénère San Elias dans l'ermitage. D'après ce que l'on dit, la sculpture qui le représente fut volée dans l'église alavaise de Narvaja. On dit aussi que le saint habita dans cet antre, il s'y réfugia après s'être fâché avec ses deux frères, San Julian et San Andres.
Lors des périodes de sécheresse, les paysans s'y rendent les jours des Rogations depuis les campagnes alavaises.
À l'entrée de la grotte on voit une cuve en pierre taillée en forme de bac. L'eau s'y écoule goutte à goutte depuis le plafond. Les femmes stériles désirant avoir une descendance, se rendent ici et offrent de l'huile, de la cire, etc. Elles introduisent dans l'eau du bac un ou deux doigts de la main selon le nombre d'enfants qu'elles souhaitent avoir (témoignage de Leintz-Gatzaga). D'après ce que l'on dit à Oñati, la femme doit se laver les mains dans cette cuve, ou bien s'y introduire jusqu'à la ceinture, opération que l'on appelle "berau" (prononcer béraou) et signifiant s'attendrir, se ramollir. Au lieu de se baigner, certains y trempent des vêtements d'enfants puis les mettent à sécher sur un buisson proche.

## Étymologie
Berau signifie « s'attendrir, se ramollir » en basque. Orkatzategi, de Orkatz (« chevreuil ») et du suffixe tegi (« lieu, endroit ») signifie « le lieu du chevreuil ». 